# كارل فرديناند فيرنر
كارل فرديناند فيرنر (بالألمانية: Karl Ferdinand Werner)‏ هو مؤرخ العصر الحديث ‏ ومؤرخ ألماني، ولد في 21 فبراير 1924 في نوينكيرشن في ألمانيا، وتوفي في 9 ديسمبر 2008 في تيغرنزيه في ألمانيا.